# Liste des effectifs du Tournoi de France 2022 (volley-ball)
Cette page présente la liste des effectifs participants au Tournoi de France 2022. 
Les âges des joueuses mentionnés correspondent à la date du premier jour de compétition, soit le 9 septembre 2022.
Les clubs indiqués sont ceux de la saison 2022-2023 (saison en cours).

## Argentine
| No                                                               | Nom                                                              | Date de naissance                                                | Taille | Poids | Poste                          | Club                           |
| ---------------------------------------------------------------- | ---------------------------------------------------------------- | ---------------------------------------------------------------- | ------ | ----- | ------------------------------ | ------------------------------ |
| 2                                                                | Sabrina Germanier                                                | 7 juin 1999 (23 ans)                                             | 173    | 70    | Passeuse                       | Volley Club Harnésien          |
| 3                                                                | Yamila Nizetich                                                  | 27 janvier 1989 (33 ans)                                         | 182    | 79    | Réceptionneuse-attaquante      | AEK Athènes                    |
| 4                                                                | Daniela Bulaich (es)                                             | 5 septembre 1997 (25 ans)                                        | 178    | 67    | Réceptionneuse-attaquante      | Volley Hermaea Olbia (it)      |
| 5                                                                | Candela Salinas                                                  | 23 mai 2000 (22 ans)                                             | 180    | 70    | Réceptionneuse-attaquante      | Pallavolo Perugia              |
| 6                                                                | Lucia Verdier                                                    | 10 novembre 1999 (22 ans)                                        | 180    | 68    | Réceptionneuse-attaquante      | CEF 5 La Rioja                 |
| 7                                                                | Erika Mercado (es)                                               | 27 février 1992 (30 ans)                                         | 184    | 82    | Attaquante                     | AO Thiras                      |
| 9                                                                | Bianca Cugno                                                     | 22 avril 2003 (19 ans)                                           | 191    | 72    | Attaquante                     | Béziers Volley                 |
| 10                                                               | Emilce Sosa                                                      | 11 septembre 1987 (34 ans)                                       | 177    | 75    | Centrale                       | CEF 5 La Rioja                 |
| 12                                                               | Tatiana Rizzo                                                    | 30 décembre 1986 (35 ans)                                        | 178    | 63    | Libero                         | Levallois Sporting Club        |
| 13                                                               | Bianca Farriol                                                   | 18 décembre 2001 (20 ans)                                        | 185    | 78    | Centrale                       | Béziers Volley                 |
| 14                                                               | Victoria Mayer (es)                                              | 19 juin 2001 (21 ans)                                            | 177    | 66    | Passeuse                       | Volley Mulhouse Alsace         |
| 17                                                               | Candelaria Herrera                                               | 28 janvier 1999 (23 ans)                                         | 182    | 77    | Centrale                       | SF Paris St-Cloud              |
| 19                                                               | Brenda Graff                                                     | 20 juillet 1994 (28 ans)                                         | 187    | 85    | Centrale                       | Clube Kairós                   |
| 20                                                               | Agostina Pelozo                                                  | 19 novembre 1999 (22 ans)                                        | 163    | 56    | Libero                         | VKP Bratislava                 |
|                                                                  |                                                                  |                                                                  |        |       |                                |                                |
| Encadrement technique                                            | Encadrement technique                                            |                                                                  |        |       | Légende                        | Légende                        |
| Entraîneur : Hernán Ferraro (es)                                 | Entraîneur : Hernán Ferraro (es)                                 | Entraîneur : Hernán Ferraro (es)                                 |        |       | : Capitaine                    | : Capitaine                    |
| Entraîneur(s) adjoint(s) : Gabriel Arroyo (es), Martín Ambrosini | Entraîneur(s) adjoint(s) : Gabriel Arroyo (es), Martín Ambrosini | Entraîneur(s) adjoint(s) : Gabriel Arroyo (es), Martín Ambrosini |        |       | : Joueuse blessée actuellement | : Joueuse blessée actuellement |

## Belgique
| No                                                           | Nom                                                          | Date de naissance                                            | Taille | Poids | Poste                          | Club                           |
| ------------------------------------------------------------ | ------------------------------------------------------------ | ------------------------------------------------------------ | ------ | ----- | ------------------------------ | ------------------------------ |
| 2                                                            | Elise Van Sas (nl)                                           | 1er août 1997 (25 ans)                                       | 188    | 74    | Passeuse                       | VC Oudegem                     |
| 3                                                            | Britt Herbots                                                | 24 septembre 1999 (22 ans)                                   | 182    | 63    | Réceptionneuse-attaquante      | AV Florence                    |
| 4                                                            | Nathalie Lemmens (nl)                                        | 12 mars 1995 (27 ans)                                        | 192    | 85    | Centrale                       | CS Dinamo Bucarest             |
| 5                                                            | Jodie Guilliams                                              | 26 avril 1997 (25 ans)                                       | 180    | 73    | Réceptionneuse-attaquante      | VC Wiesbaden                   |
| 7                                                            | Celine Van Gestel                                            | 7 novembre 1997 (24 ans)                                     | 182    | 70    | Réceptionneuse-attaquante      | AV Florence                    |
| 9                                                            | Nel Demeyer                                                  | 21 mars 2001 (21 ans)                                        | 175    | 70    | Libero                         | VC Oudegem                     |
| 10                                                           | Pauline Martin                                               | 9 avril 2002 (20 ans)                                        | 185    | 68    | Attaquante                     | Vero Volley Milan              |
| 12                                                           | Charlotte Krenicky                                           | 29 juin 2000 (22 ans)                                        | 186    | 68    | Passeuse                       | Asterix Avo Beveren            |
| 13                                                           | Marlies Janssens                                             | 4 juin 1997 (25 ans)                                         | 193    | 79    | Centrale                       | VDK Gent                       |
| 15                                                           | Jutta Van de Vyver                                           | 11 juin 1996 (26 ans)                                        | 175    | 65    | Passeuse                       | Charleroi Volley               |
| 18                                                           | Britt Rampelberg                                             | 5 juin 2000 (22 ans)                                         | 165    | 58    | Libero                         | Asterix Avo Beveren            |
| 19                                                           | Silke Van Avermaet                                           | 2 juin 1999 (23 ans)                                         | 192    | 76    | Centrale                       | Volley Mulhouse Alsace         |
| 21                                                           | Manon Stragier                                               | 12 mars 1999 (23 ans)                                        | 182    | 69    | Réceptionneuse-attaquante      | Asterix Avo Beveren            |
| 25                                                           | Nikita De Paepe                                              | 22 février 2001 (21 ans)                                     | 182    | 67    | Attaquante                     | VC Oudegem                     |
|                                                              |                                                              |                                                              |        |       |                                |                                |
| Encadrement technique                                        | Encadrement technique                                        |                                                              |        |       | Légende                        | Légende                        |
| Entraîneur : Gert Vande Broek (nl)                           | Entraîneur : Gert Vande Broek (nl)                           | Entraîneur : Gert Vande Broek (nl)                           |        |       | : Capitaine                    | : Capitaine                    |
| Entraîneur(s) adjoint(s) : Jan De Brandt (nl), Kris Vansnick | Entraîneur(s) adjoint(s) : Jan De Brandt (nl), Kris Vansnick | Entraîneur(s) adjoint(s) : Jan De Brandt (nl), Kris Vansnick |        |       | : Joueuse blessée actuellement | : Joueuse blessée actuellement |

## Canada
| No                                         | Nom                                        | Date de naissance                          | Taille | Poids | Poste                          | Club                           |
| ------------------------------------------ | ------------------------------------------ | ------------------------------------------ | ------ | ----- | ------------------------------ | ------------------------------ |
| 3                                          | Kiera Van Ryk (en)                         | 6 janvier 1999 (23 ans)                    | 188    | 85    | Attaquante                     | THY Spor Kulübü                |
| 4                                          | Vicky Savard                               | 14 février 1993 (29 ans)                   | 186    | 78    | Réceptionneuse-attaquante      | SK Prometej                    |
| 5                                          | Julia Murmann                              | 10 novembre 2002 (19 ans)                  | 181    | 76    | Libero                         | Université de Toronto          |
| 6                                          | Jazmine White (de)                         | 14 décembre 1993 (28 ans)                  | 185    | 80    | Centrale                       | Schweriner SC                  |
| 8                                          | Alicia Ogoms                               | 2 avril 1994 (28 ans)                      | 194    | 82    | Centrale                       | Terville Florange OC           |
| 9                                          | Alexa Gray                                 | 7 août 1994 (28 ans)                       | 185    | 75    | Réceptionneuse-attaquante      | Imoco Volley Conegliano        |
| 10                                         | Courtney Herbin-Baker                      | 14 juillet 1997 (25 ans)                   | 180    | 68    | Passeuse                       | Szent Benedek RA               |
| 11                                         | Andrea Mitrovic                            | 3 juin 1999 (23 ans)                       | 187    | 70    | Réceptionneuse-attaquante      | Karayolları Spor Kulübü        |
| 12                                         | Jennifer Cross (de)                        | 4 juillet 1992 (30 ans)                    | 194    | 86    | Centrale                       | CS Rapid Bucarest              |
| 14                                         | Hilary Howe                                | 16 juin 1998 (24 ans)                      | 186    | 70    | Réceptionneuse-attaquante      | LB Aix-la-Chapelle             |
| 16                                         | Caroline Livingston                        | 2 avril 1996 (26 ans)                      | 188    | 70    | Réceptionneuse-attaquante      | AO Lamia 2013                  |
| 18                                         | Kim Robitaille                             | 16 octobre 1991 (30 ans)                   | 180    | 63    | Passeuse                       | CSM Târgoviște                 |
| 19                                         | Emily Maglio                               | 13 novembre 1996 (25 ans)                  | 189    | 82    | Centrale                       | THY Spor Kulübü                |
| 20                                         | Arielle Palermo                            | 9 novembre 2000 (21 ans)                   | 170    | 55    | Libero                         | sans club                      |
|                                            |                                            |                                            |        |       |                                |                                |
| Encadrement technique                      | Encadrement technique                      |                                            |        |       | Légende                        | Légende                        |
| Entraîneur : Shannon Winzer                | Entraîneur : Shannon Winzer                | Entraîneur : Shannon Winzer                |        |       | : Capitaine                    | : Capitaine                    |
| Entraîneur(s) adjoint(s) : Vincenzo Mallia | Entraîneur(s) adjoint(s) : Vincenzo Mallia | Entraîneur(s) adjoint(s) : Vincenzo Mallia |        |       | : Joueuse blessée actuellement | : Joueuse blessée actuellement |

## Colombie
| No                               | Nom                              | Date de naissance                | Taille | Poids | Poste                          | Club                           |
| -------------------------------- | -------------------------------- | -------------------------------- | ------ | ----- | ------------------------------ | ------------------------------ |
| 1                                | Darlevis Mosquera                | 23 juin 2000 (22 ans)            | 180    | 61    | Centrale                       | VC Marcq-en-Barœul             |
| 2                                | Yeisy Soto                       | 7 avril 1996 (26 ans)            | 183    | 70    | Centrale                       | RR Vilsbiburg                  |
| 3                                | Dayana Segovia (de)              | 24 mars 1996 (26 ans)            | 182    | 62    | Attaquante                     | RR Vilsbiburg                  |
| 5                                | Ana Karina Olaya                 | 13 septembre 2002 (19 ans)       | 187    | 81    | Attaquante                     | AJM/FC Porto (sv)              |
| 6                                | Valerin Carabali                 | 25 octobre 2000 (21 ans)         | 182    | 67    | Centrale                       | VC Marcq-en-Barœul             |
| 7                                | Madelaynne Montaño               | 6 janvier 1983 (39 ans)          | 190    | 67    | Attaquante                     | Aris Salonique (en)            |
| 9                                | Laura Pascua                     | 21 décembre 2002 (19 ans)        | 180    | 70    | Réceptionneuse-attaquante      | ABEL Moda Vôlei                |
| 10                               | Juliana Toro                     | 29 janvier 1995 (27 ans)         | 160    | 65    | Libero                         | Unilife Vôlei Maringá          |
| 13                               | Camila Gomez (en)                | 6 juillet 1995 (27 ans)          | 158    | 61    | Libero                         | Esporte Clube Pinheiros        |
| 14                               | Angie Velasquez                  | 13 juin 2000 (22 ans)            | 171    | 58    | Passeuse                       | Renasce Vôlei Sorocaba/Sesi    |
| 15                               | Maria Marín (en)                 | 4 novembre 1995 (26 ans)         | 178    | 68    | Passeuse                       | VC Marcq-en-Barœul             |
| 16                               | Melissa Rangel                   | 16 octobre 1994 (27 ans)         | 193    | 75    | Centrale                       | Leixões Sport Club             |
| 19                               | Maria Martinez (en)              | 19 mai 1995 (27 ans)             | 180    | 73    | Réceptionneuse-attaquante      | VC Marcq-en-Barœul             |
| 20                               | Amanda Coneo (es)                | 20 décembre 1996 (25 ans)        | 177    | 58    | Réceptionneuse-attaquante      | Volley Mulhouse Alsace         |
|                                  |                                  |                                  |        |       |                                |                                |
| Encadrement technique            | Encadrement technique            |                                  |        |       | Légende                        | Légende                        |
| Entraîneur : Antonio Rizola Neto | Entraîneur : Antonio Rizola Neto | Entraîneur : Antonio Rizola Neto |        |       | : Capitaine                    | : Capitaine                    |
| Entraîneur(s) adjoint(s) :       | Entraîneur(s) adjoint(s) :       | Entraîneur(s) adjoint(s) :       |        |       | : Joueuse blessée actuellement | : Joueuse blessée actuellement |

## France
| No                                                | Nom                                               | Date de naissance                                 | Taille | Poids | Poste                          | Club                           |
| ------------------------------------------------- | ------------------------------------------------- | ------------------------------------------------- | ------ | ----- | ------------------------------ | ------------------------------ |
| 1                                                 | Héléna Cazaute                                    | 17 décembre 1997 (24 ans)                         | 184    | 76    | Réceptionneuse-attaquante      | Chieri '76                     |
| 3                                                 | Amandine Giardino                                 | 30 mars 1995 (27 ans)                             | 172    | 65    | Libero                         | Pays d'Aix Venelles            |
| 4                                                 | Christina Bauer                                   | 1er janvier 1988 (34 ans)                         | 196    | 88    | Centrale                       | Pays d'Aix Venelles            |
| 8                                                 | Manon Bernard                                     | 23 janvier 1995 (27 ans)                          | 175    | 67    | Libero                         | VBC Chamalières                |
| 9                                                 | Nina Stojiljkovic                                 | 1er septembre 1996 (26 ans)                       | 178    | 68    | Passeuse                       | Partizan Belgrade              |
| 11                                                | Lucille Gicquel                                   | 13 novembre 1997 (24 ans)                         | 189    | 69    | Attaquante                     | Cuneo GV                       |
| 12                                                | Isaline Sager-Weider                              | 5 juillet 1988 (34 ans)                           | 185    | 67    | Centrale                       | Neptunes de Nantes             |
| 15                                                | Amandha Sylves                                    | 29 décembre 2000 (21 ans)                         | 193    | 73    | Centrale                       | AV Florence                    |
| 21                                                | Eva Elouga                                        | 14 octobre 1999 (22 ans)                          | 192    | 74    | Centrale                       | VBC Chamalières                |
| 23                                                | Léandra Olinga Andela                             | 12 août 1997 (25 ans)                             | 185    | 88    | Centrale                       | Volley Mulhouse Alsace         |
| 38                                                | Léïa Ratahiry                                     | 27 septembre 2002 (19 ans)                        | 177    | 68    | Réceptionneuse-attaquante      | Neptunes de Nantes             |
| 63                                                | Émilie Respaut                                    | 25 avril 2003 (19 ans)                            | 176    | 67    | Passeuse                       | Neptunes de Nantes             |
| 75                                                | Guewe Diouf                                       | 15 juin 2002 (20 ans)                             | 182    | 81    | Réceptionneuse-attaquante      | VBC Chamalières                |
| 88                                                | Amélie Rotar                                      | 24 octobre 2000 (21 ans)                          | 188    | 69    | Réceptionneuse-attaquante      | Béziers Volley                 |
| 91                                                | Halimatou Bah                                     | 21 décembre 2003 (18 ans)                         | 187    | 68    | Réceptionneuse-attaquante      | VBC Chamalières                |
| 98                                                | Sabine Haewegene                                  | 9 mai 1994 (28 ans)                               | 176    | 67    | Réceptionneuse-attaquante      | VBC Chamalières                |
|                                                   |                                                   |                                                   |        |       |                                |                                |
| Encadrement technique                             | Encadrement technique                             |                                                   |        |       | Légende                        | Légende                        |
| Entraîneur : Émile Rousseaux                      | Entraîneur : Émile Rousseaux                      | Entraîneur : Émile Rousseaux                      |        |       | : Capitaine                    | : Capitaine                    |
| Entraîneur(s) adjoint(s) : Félix André, Cyril Ong | Entraîneur(s) adjoint(s) : Félix André, Cyril Ong | Entraîneur(s) adjoint(s) : Félix André, Cyril Ong |        |       | : Joueuse blessée actuellement | : Joueuse blessée actuellement |
| Manager général : Emmanuel Fouchet                |                                                   |                                                   |        |       |                                |                                |

## Japon
| No | Nom | Date de naissance | Taille | Poids | Poste                          | Club                           |
| --- | --- | --- | ------ | ----- | ------------------------------ | ------------------------------ |
| 2 | Mami Uchiseto | 25 octobre 1991 (30 ans) | 170    | 70    | Réceptionneuse-attaquante      | Ageo Medics                    |
| 3 | Sarina Koga | 21 mai 1996 (26 ans) | 180    | 68    | Réceptionneuse-attaquante      | NEC Red Rockets                |
| 4 | Mayu Ishikawa (en) | 14 mai 2000 (22 ans) | 173    | 65    | Réceptionneuse-attaquante      | Toray Arrows                   |
| 5 | Haruyo Shimamura | 4 mars 1992 (30 ans) | 182    | 79    | Centrale                       | NEC Red Rockets                |
| 10 | Arisa Inoue (ja) | 8 mai 1995 (27 ans) | 180    | 67    | Réceptionneuse-attaquante      | Saint-Raphaël Var VB           |
| 12 | Aki Momii (ja) | 7 octobre 2000 (21 ans) | 176    | 65    | Passeuse                       | JT Marvelous                   |
| 15 | Kotona Hayashi (ja) | 13 novembre 1999 (22 ans) | 173    | 60    | Réceptionneuse-attaquante      | JT Marvelous                   |
| 19 | Nichika Yamada (ja) | 24 février 2000 (22 ans) | 184    | 73    | Centrale                       | NEC Red Rockets                |
| 22 | Satomi Fukudome | 23 novembre 1997 (24 ans) | 162    | 60    | Libero                         | Denso Airybees                 |
| 23 | Mami Yokota | 10 décembre 1997 (24 ans) | 178    | 62    | Centrale                       | Denso Airybees                 |
| 26 | Airi Miyabe | 29 juillet 1998 (24 ans) | 181    | 63    | Réceptionneuse-attaquante      | Victorina Himeji (ja)          |
| 30 | Nanami Seki (ja) | 12 juin 1999 (23 ans) | 171    | 60    | Passeuse                       | Toray Arrows                   |
| 37 | Ameze Miyabe (ja) | 12 octobre 2001 (20 ans) | 174    | 58    | Réceptionneuse-attaquante      | Université Tōkai               |
| 38 | Yoshino Sato (ja) | 12 novembre 2001 (20 ans) | 177    | 62    | Réceptionneuse-attaquante      | Université de Tsukuba          |
| | | |        |       |                                |                                |
| Encadrement technique | Encadrement technique | |        |       | Légende                        | Légende                        |
| Entraîneur : Masayoshi Manabe (ja) | Entraîneur : Masayoshi Manabe (ja) | Entraîneur : Masayoshi Manabe (ja) |        |       | : Capitaine                    | : Capitaine                    |
| Entraîneur(s) adjoint(s) : Akira Koshiya (ja), Gen Kawakita, Koichiro Imamaru, Momota Shimada (ja), Takayuki Minowa, Takayuki Kaneko (ja), Tsubasa Hisahara (ja) | Entraîneur(s) adjoint(s) : Akira Koshiya (ja), Gen Kawakita, Koichiro Imamaru, Momota Shimada (ja), Takayuki Minowa, Takayuki Kaneko (ja), Tsubasa Hisahara (ja) | Entraîneur(s) adjoint(s) : Akira Koshiya (ja), Gen Kawakita, Koichiro Imamaru, Momota Shimada (ja), Takayuki Minowa, Takayuki Kaneko (ja), Tsubasa Hisahara (ja) |        |       | : Joueuse blessée actuellement | : Joueuse blessée actuellement |
| Manager général : Satomi Miyazaki | | |        |       |                                |                                |